# Acantharctia flavicosta
Acantharctia flavicosta är en fjärilsart som beskrevs av George Francis Hampson 1900. Acantharctia flavicosta ingår i släktet Acantharctia och familjen björnspinnare. Inga underarter finns listade i Catalogue of Life.